# ایچارا
ایچارا (به پرتغالی: Içara) یک شهرداری در برزیل است که در سانتا کاتارینا واقع شده‌است. ایچارا ۲۳۰٫۳۹۳ کیلومتر مربع مساحت و ۵۷٬۲۴۷ نفر جمعیت دارد.